# Seznam naučných stezek v okrese Frýdek-Místek
Seznam naučných stezek v okrese Frýdek-Místek zahrnuje naučné stezky, které jsou celé či alespoň svou částí na ploše okresu Frýdek-Místek v Moravskoslezském kraji.
| Název stezky                                                                                        | Místo                                          | Založeno | Délka (km)   | Počet zastavení | Fotka | Poznámka                                                                            |
| --------------------------------------------------------------------------------------------------- | ---------------------------------------------- | -------- | ------------ | --------------- | ----- | ----------------------------------------------------------------------------------- |
| Naučná cyklostezka Geopark Megoňky – Šance                                                          |                                                |          |              |                 |       |                                                                                     |
| Naučná stezka Frýdecký les                                                                          | Frýdek                                         | 2016     | 3,5          | 10              |       |                                                                                     |
| Naučná stezka Girov                                                                                 | Hrádek                                         | 2018     | 0,5          | 3               |       |                                                                                     |
| Naučná stezka Gruň – Bílý Kříž                                                                      | Staré Hamry, Bílý Kříž                         | 2008     | 10,5         | 14              |       |                                                                                     |
| Naučná stezka Horní Domaslavice                                                                     | Horní Domaslavice                              | 1995     | 2,5          | 5               |       |                                                                                     |
| Naučná stezka Hradní vrch                                                                           | Hukvaldy                                       |          |              |                 |       |                                                                                     |
| Naučná stezka Hůrky                                                                                 | Hukvaldy, Palkovice, Místek                    |          |              |                 |       |                                                                                     |
| Naučná stezka Chodníčky v Podbeskydí                                                                | Kunčice pod Ondřejníkem                        |          |              |                 |       |                                                                                     |
| Naučná stezka Jahodná                                                                               | Vendryně, Dolní Líštná                         |          |              |                 |       |                                                                                     |
| Naučná stezka Janáčkův chodníček                                                                    | Hukvaldy, Kozlovice, Palkovice                 |          |              |                 |       |                                                                                     |
| Naučná stezka Javořina – Němčanka – Samčanka                                                        | Staré Hamry                                    |          |              |                 |       |                                                                                     |
| Naučná stezka k nejvýchodnějšímu bodu České republiky                                               |                                                |          |              |                 |       | Jiný název stezky: Naučná stezka Přírodní rezervace Bukovec a nejvýchodnější bod ČR |
| Naučná stezka Kamenec                                                                               |                                                |          |              |                 |       |                                                                                     |
| Naučná stezka Krajinou dávných horalů                                                               |                                                |          |              |                 |       |                                                                                     |
| Naučná stezka Leoš Janáček očima dětí                                                               |                                                |          |              |                 |       |                                                                                     |
| Naučná stezka Loučka                                                                                | Bystřice, Nýdek                                |          |              |                 |       |                                                                                     |
| Naučná stezka Lysá hora                                                                             | Ostravice, Malenovice                          | 2012     |              |                 |       | Zrušena a nahrazena Naučnou stezkou Lysohorský bestiář                              |
| Naučná stezka Lysohorský bestiář                                                                    | Ostravice, Malenovice                          | 2016     | 11 nebo 16,5 |                 |       | Jiný název stezky: Naučná stezka Lysá hora – Lysohorský bestiář                     |
| Naučná stezka Mionší                                                                                |                                                |          |              |                 |       |                                                                                     |
| Naučná stezka Obora Sovinec                                                                         | Fryčovice                                      |          |              |                 |       |                                                                                     |
| Naučná stezka Okolí Morávky ve Skalici                                                              |                                                |          |              |                 |       |                                                                                     |
| Naučná stezka Okolo tisu                                                                            | Malenovice                                     |          |              |                 |       |                                                                                     |
| Naučná stezka Po stopách salašnictví v Košařiskách                                                  |                                                |          |              |                 |       |                                                                                     |
| Naučná stezka Po stopách zbojníků v pohraničí                                                       | okrajově Mosty u Jablunkova a hlavně Slovensko | 2023     | 10           | 7               |       |                                                                                     |
| Stezka pokladů Godula                                                                               |                                                |          |              |                 |       | Jiný název stezky: Naučná stezka pokladů Godula                                     |
| Naučná stezka Prameny Morávky                                                                       | Morávka                                        | 2006     | 14           | 9               |       |                                                                                     |
| Naučná stezka Prašivá (Hnojnická větev)                                                             |                                                |          |              |                 |       |                                                                                     |
| Naučná stezka Prašivá (Hornodomaslavská větev)                                                      |                                                |          |              |                 |       |                                                                                     |
| Naučná stezka Prašivá (Moravčanská větev)                                                           |                                                |          |              |                 |       |                                                                                     |
| Naučná stezka Prašivá (Nošovická větev)                                                             |                                                |          |              |                 |       |                                                                                     |
| Naučná stezka Prašivá (Pražmovská větev)                                                            |                                                |          |              |                 |       |                                                                                     |
| Naučná stezka Prašivá (Raškovická větev)                                                            |                                                |          |              |                 |       |                                                                                     |
| Naučná stezka Procházka historií vzniku a budování sanatoria v Jablunkově                           | Jablunkov                                      | 2014     | 1            | 7               |       |                                                                                     |
| Naučná stezka Příroda Jablunkovska                                                                  |                                                |          |              |                 |       |                                                                                     |
| Naučná stezka Příroda na dotek sídliště                                                             |                                                |          |              |                 |       |                                                                                     |
| Naučná stezka Příroda nezná hranic                                                                  |                                                |          |              |                 |       |                                                                                     |
| Naučná stezka Přírodní rezervace Skalka a okolí                                                     |                                                |          |              |                 |       |                                                                                     |
| Rytířská stezka                                                                                     | Nýdek                                          |          | 10,5         | 7               |       | Jiný název stezky: Naučná rytířská stezka Velká Čantoryje                           |
| Naučná stezka Staříč – Okrouhlá                                                                     | Staříč                                         |          |              |                 |       |                                                                                     |
| Naučná stezka Šance – Lysá hora                                                                     |                                                |          |              |                 |       |                                                                                     |
| Naučná stezka ve Staříči                                                                            |                                                |          |              |                 |       |                                                                                     |
| Naučná stezka Wolfram – Morávka                                                                     | Morávka, Horní Lomná                           | 2006     | 14           | 5               |       | Jiné názvy stezky: Stezka paraskupiny Wolfram nebo Stezka paravýsadku Wolfram       |
| Naučná stezka Za krásami vendryňské přírody (jižní okruh)                                           |                                                |          |              |                 |       |                                                                                     |
| Naučná stezka Za krásami vendryňské přírody (severní okruh)                                         |                                                |          |              |                 |       |                                                                                     |
| Naučná stezka Za poznáním Třanovic (Červená trasa)                                                  |                                                |          |              |                 |       |                                                                                     |
| Naučná stezka Za poznáním Třanovic (Modrá trasa)                                                    |                                                |          |              |                 |       |                                                                                     |
| Naučná stezka Za poznáním Třanovic (Zelená trasa)                                                   |                                                |          |              |                 |       |                                                                                     |
| Naučný okruh Dobrá                                                                                  | Dobrá                                          | 2009     | 4,5          | 9               |       | Jiné názvy stezky: Turistický informační systém obce Dobrá nebo Doberský okruh      |
| Obrázková cesta na Javořinu                                                                         | Staré Hamry, Bílá                              |          |              |                 |       | Jiný název stezky: Obrázková cesta na Javořinku                                     |
| Přírodovědná stezka pralesovou rezervací Mionší (původní verze) – I. okruh                          |                                                |          |              |                 |       |                                                                                     |
| Přírodovědná stezka pralesovou rezervací Mionší (původní verze) – II. okruh                         |                                                |          |              |                 |       |                                                                                     |
| Přírodovědná stezka pralesovou rezervací Mionší (původní verze) – III. stezka jižní části rezervace |                                                |          |              |                 |       |                                                                                     |
| Stezka historií Jablunkova                                                                          |                                                |          |              |                 |       |                                                                                     |
| Školní naučná stezka                                                                                | Brušperk                                       | 2023     | 9,1          | 24              |       |                                                                                     |